# كين نيلسن
كين نيلسن هو لاعب كرة القدم الكندية كندي، ولد في 10 مايو 1942 في Hanna, Alberta ‏ في كندا.